# Verwaltungsverband Wiedemar
Der Verwaltungsverband Wiedemar war ein Verwaltungsverband im Freistaat Sachsen im Landkreis Nordsachsen. Im Jahr 1998 gründeten die Gemeinden Wiedemar, Neukyhna und Zwochau den Verwaltungsverband Wiedemar mit Sitz in Kyhna. Mitgliedsgemeinden waren:
- Neukyhna mit den Ortsteilen Doberstau, Kyhna, Lissa, Pohritzsch, Quering, Serbitz, Zaasch und Zschernitz
- Wiedemar mit den Ortsteilen Wiedemar, Kölsa, Klitschmar, Peterwitz, Wiesenena, Rabutz und Werlitzsch
- Zwochau mit den Ortsteilen Zwochau und Grebehna

Sitz der Verwaltung war der Ortsteil Kyhna in der Gemeinde Neukyhna.
Zum 1. Januar 2013 schlossen sich die drei Gemeinden zur neuen Einheitsgemeinde Wiedemar zusammen, deren Ausdehnung damit dem bis dahin existierenden Verwaltungsverband entspricht.